# جيل شتاين (محامي)
جيل شتاين (بالإنجليزية: Gil Stein)‏ هو محامي أمريكي، ولد في 1928 في فيلادلفيا في الولايات المتحدة.